# Egidius Doll
Egidius Doll (* 1946 in Essen) ist ein deutscher Organist.

## Leben
Egidius Doll studierte von 1969 bis 1976 Schulmusik und kath. Kirchenmusik an der Musikhochschule Freiburg, Orgel bei Hans Musch und Ludwig Doerr, Klavier bei Mechthild Hatz, Cembalo bei Stanislav Heller; von 1972 bis 1976 studierte er  Musikwissenschaft, Philosophie und Germanistik an der Albert-Ludwigs-Universität Freiburg. 1975 bis 1978 nahm er ein Orgel-Studium bei Michael Schneider in Köln und ein Auslandsstudium bei Fernando Germani, Siena/Rom auf. 1983 bis 1988 folgte ein Studium der Musikpädagogik, Allgemeine Pädagogik und Psychologie an der Julius-Maximilians-Universität Würzburg, wo er zum Dr. phil. promovierte.
Von 1976 bis 1979 war Doll Domorganist am Dom zu Wetzlar, seit Januar 1980 Dozent für Orgel-Improvisation, Literaturspiel und Tonsatz am Konservatorium in Würzburg und Leiter des Fachbereiches kath. Kirchenmusik. Seit 1988 ist er Dozent für Orgel im Fachbereich Musik der Universität Mainz. 1999 erfolgte die Ernennung zum Professor.

## Preise bei Wettbewerben
- 1973: Max-Reger-Wettbewerb, Mülheim
- 1974: Improvisationswettbewerb Haarlem
- 1978: Messiaen-Wettbewerb Essen
- 1980: Improvisationswettbewerb Utrecht

## Veröffentlichungen
- Anleitung zur Improvisation, bmp 41, Bosse-Verlag, Regensburg 1989
- Symposium – Orgelimprovisation, Int. Orgelwoche Nürnberg, in: Musica sacra 6/1989
- Improvisation und Unterricht, in: Institutio et Praxis, Bosse-Verlag, Regensburg 1992
- Improvisation von Anfang an (geplant 5 Bände), bmp 50/1, Band I, (unter Mitarbeit von Z. Gárdonyi, H. Nordhoff, P. Planyavsky, W. Stockmeier), Bosse-Verlag, Regensburg 1992, Neuauflage in Vorbereitung

## Diskografie
- Max Reger, Zehn Stücke für die Orgel, op. 69, da camera
- Max Reger, Fantasien für Orgel, b&b
- Oberrheinische Orgeln, Christophorus
- Joh. Seb. Bach, Orgelwerke, b&b
- Orgelkonzert in St. Markus